# منشية الخطاطبة
منشية الخطاطبة قرية تابعة لمركز السادات في محافظة المنوفية في جمهورية مصر العربية.